# Einstein junior
Pour plus de détails, voir Fiche technique et Distribution.
Einstein junior, ou Le Jeune Einstein au Québec, (Young Einstein) est un film australien réalisé par Yahoo Serious, sorti en 1988.

## Synopsis
L'histoire raconte avec un humour particulier la jeunesse - fictive - d'Albert Einstein quittant son village australien natal pour la ville. Il compte y déposer une nouvelle formule permettant de faire mousser la bière : E=mc2 ! Il y rencontrera Marie Curie, courtisée par un certain Preston Preston bien décidé à profiter de la formule du jeune Einstein.

## Fiche technique
- Titre français : Einstein junior
- Titre original : Young Einstein
- Titre québécois : Le Jeune Einstein
- Réalisation : Yahoo Serious
- Scénario : David Roach & Yahoo Serious
- Musique : Martin Armiger, William Motzing & Tommy Tycho
- Photographie : Jeff Darling
- Production : David Roach, Warwick Ross & Yahoo Serious
- Société de production et de distribution : Warner Bros.
- Pays :  Australie
- Langue : Anglais
- Format : Couleur - Dolby - 35 mm - 1.85:1
- Genre : Comédie
- Durée : 87 min
- Dates de sortie :
  - Australie : 15 décembre 1988
  - France : 27 juin 1990

## Distribution
- Yahoo Serious (VF : Jean-Philippe Puymartin ; VQ : Alain Zouvi) : Albert Einstein
- Odile Le Clezio : Marie Curie
- John Howard (VF : Joël Martineau ; VQ : René Gagnon) : Preston Preston
- Peewee Wilson (VQ : Victor Désy) : M. Einstein
- Su Cruickshank (VQ : Mireille Thibault) : Mme Einstein
- Warren Coleman (VF : Jacques Ciron) : Le professeur lunatique
- Steve Abbott : Brian Asprin
- Glenn Butcher : Ernest Rutherford
- Max Meldrum (VF : Gabriel Cattand) : Pierre Curie
- Rose Jackson : Mme Curie
- Basil Clarke (VF : René Bériard ; VQ : Yves Massicotte) : Charles Darwin
- Warwick Irwin (VF : Daniel Russo) : Le garde de la porte

Source : Doublage Québec

## Commentaires
Le film a été édité en France en VHS en 1991 et n'a jamais été réédité depuis.
Il existe une édition DVD en Belgique portant le titre original, Young Einstein, sortie en 2005.